# Алиева, Гюллю Байрам кызы
Гюллю Байрам кызы Алиева (азерб. Güllü Bayram qızı Əliyeva; род. 1963, Касум-Исмаиловский район, Азербайджанская ССР) — советская азербайджанская доярка. Народный депутат СССР (1989—1991).

## Биография
Родилась в 1963 году в селе Самедабад Касум-Исмаиловского района Азербайджанской ССР (ныне село в Геранбойском районе).
С 1982 года — доярка колхоза имени Димитрова Касум-Исмаиловского района республики. Достигала высоких результатов при выполнении планов производства сельскохозяйственной продукции. В 1988 году, ухаживая за 22 коровами, получила от каждой 2057 литров молока, по итогам года продала государству 5,8 тонн молока сверх плана.
Активно участвовала в общественно-политической жизни района, республики и Советского Союза. Член КПСС, избиралась депутатом районного совета. Занимая пост депутата, поднимала острые общественно-бытовые проблемы населения, в частности — массовую миграцию молодежи из сел в города, проблему газификации сел, отсутствия асфальтного покрытия дорог и нужды в реконструкции животноводческого комплекса при колхозе.
В 1989 году избрана народным депутатом СССР от Касум-Исмаиловского национально-территориального избирательного округа № 209 Азербайджанской ССР.